# Język bunuba
Język bunuba (bunaba, punapa, punuba) – język australijski z rodziny bunabańskiej. Jest zagrożony wymarciem. Obecnie żyje niewiele ponad 100 dorosłych osób znających ten język, głównie w starszym wieku.